# Concours central hippique de Paris
Le concours central hippique de Paris est une ancienne manifestation autour du cheval, créée en 1865. Elle est organisée au printemps dans le quartier des Champs Elysées, au Palais de l’Industrie, pendant un peu moins de 3 semaines et sous la houlette de la Société hippique française. À l'époque, le cheval est un animal utilitaire, qui sert au transport et comme animal de guerre, et joue de ce fait un grand rôle économique. Le concours central hippique de Paris rassemble 300 à 600 chevaux en moyenne, venus de toute la France. Il permet de voir des concours d'animaux et des exhibitions. Le Concours central hippique de la S.H.F. était un événement majeur du calendrier hippique international.